# 黄体期

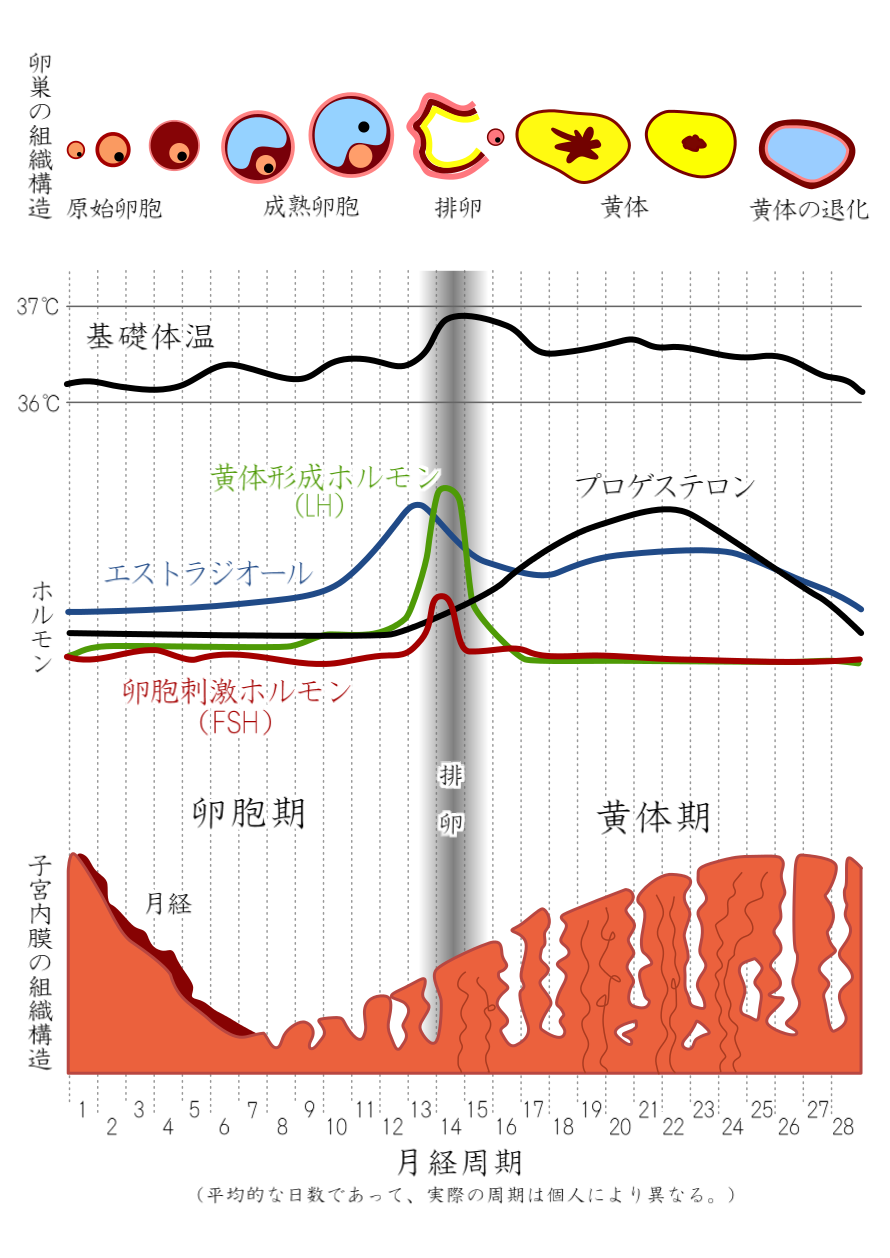
排卵周期

黄体期（おうたいき、luteral phase, secretory phase）とは月経周期（ヒトやいくつかの有胎盤哺乳類）あるいは発情周期（他の有胎盤哺乳類）の後期。黄体期は黄体の形成と共に開始し、妊娠あるいは黄体退行をもって終了する。黄体期に関与する主要なホルモンはプロゲステロンであり、黄体期には他の期間に比較して顕著に増加する。いくつかの文献では黄体期の終了を虚血期と区別して定義している。